# گورستان گوج کوو ۲
قبرستان گوج کوو ۲ مربوط به دوران پیش از تاریخ ایران باستان است و در شهرستان هرسین، روستای زازرم واقع شده و این اثر در تاریخ ۱۰ دی ۱۳۸۱ با شمارهٔ ثبت ۶۹۹۶ به‌عنوان یکی از آثار ملی ایران به ثبت رسیده است.